# Caponia capensis
Caponia capensis là một loài nhện trong họ Caponiidae.
Loài này thuộc chi Caponia. Caponia capensis được William Frederick Purcell miêu tả năm 1904.